# Воскресенск (станция)
Воскресе́нск — узловая железнодорожная станция Рязанского направления и Большого кольца Московской железной дороги в городе Воскресенск. Станция была открыта при сооружении железной дороги в 1862. Входит в Рязанский центр организации работы железнодорожных станций ДЦС-2 Московской дирекции управления движением. По характеру работы является грузовой, по объёму работы внеклассная.

## История
Первоначально станция носила название Воскресенская.
В 1871 году от станции Воскресенск на средства фабрикантов Хлудовых была сооружена линия до Егорьевска. Это первый по времени из участков Большого кольца МЖД.
На станции с 2010 г. приблизительно с 06:30 до 08:00 проводится перронный контроль.

## Инфраструктура
На станции — два пассажирских остановочных пункта: Воскресенск и частично 88 км. Одноимённый о.п. Воскресенск — один из пяти остановочных пунктов в черте города. Автовокзал Воскресенск расположен рядом с соседним о.п. 88 км, расположенным частично в северо-западной горловине станции Воскресенск, частично на перегоне в сторону поста Лопатино. 88 км является основным пассажирским узлом в городе.
О.п. Воскресенск имеет пять посадочных платформ (с юго-запада на северо-восток):
- платформа 1 — низкая боковая, совмещённая со зданием вокзала (зал ожидания с расписанием). Используется для технической остановки поездов дальнего следования;
- платформа 2 — высокая длинная, для электропоездов радиального Рязанского направления;
- платформа 3 — низкая, для электропоездов по Большому кольцу МЖД в сторону Яганово, Жилёво, Михнево;
- платформа 4 — низкая, для электропоездов по Большому кольцу МЖД в сторону Куровской через Берендино;
- платформа 5 — высокая боковая, для электропоездов по Большому кольцу МЖД в сторону Куровской через Егорьевск II.

Платформы соединяет пешеходный мост, ведущий также к площади в юго-западной части, где находится касса и маршрутные такси.

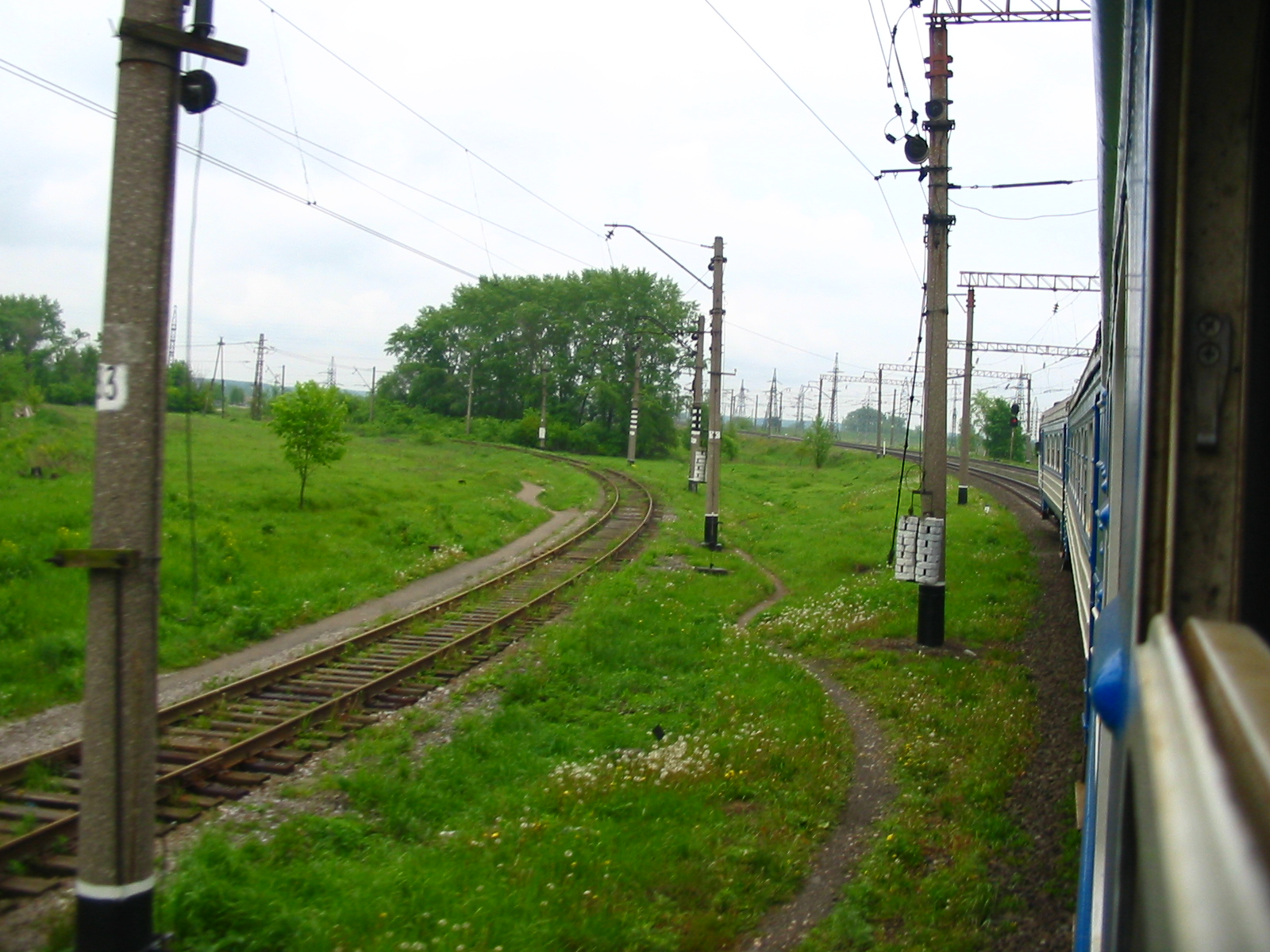
Поворот малого радиуса на Егорьевск (налево). Трасса БМО с грузовыми поездами проложена в обход этой линии.

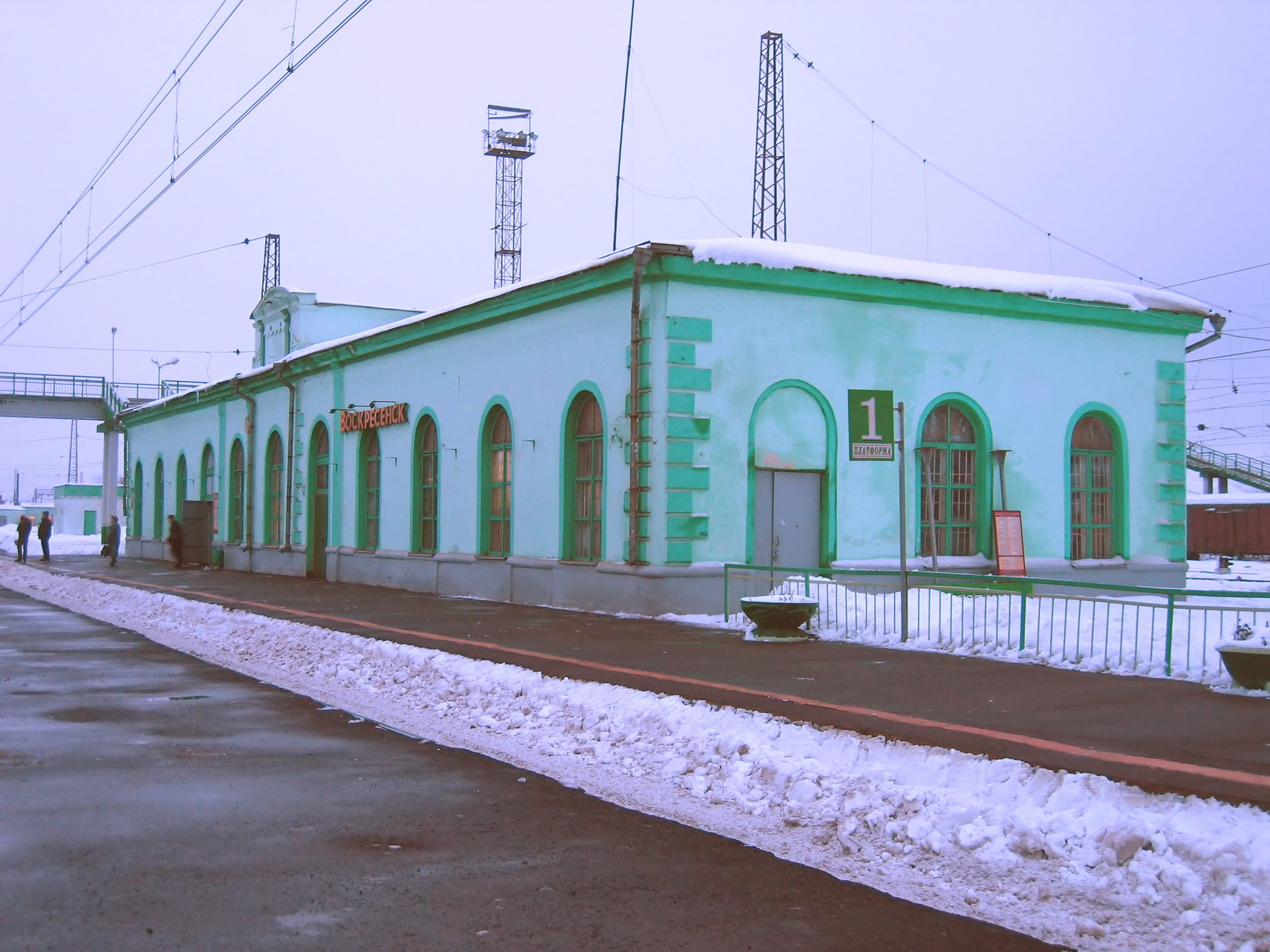
Вокзал станции Воскресенск, вид с платформы Рязанского направления
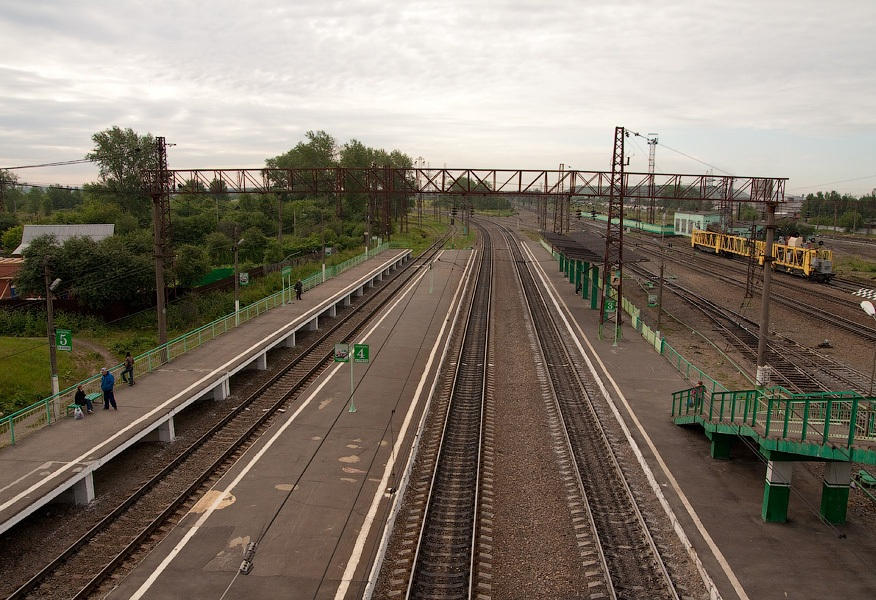
Платформы Большого кольца МЖД